# OHAL

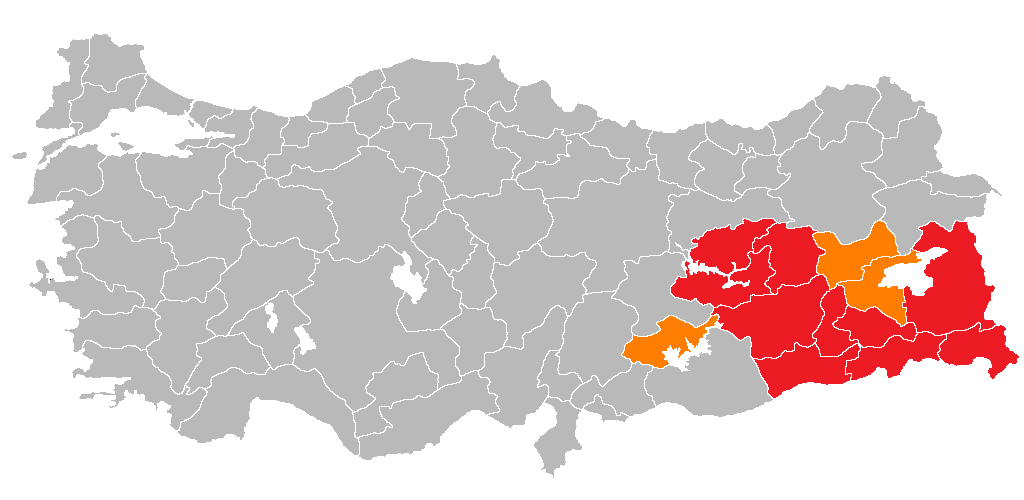
Rouge: provinces OHAL, orange: provinces voisines, 1987–2002, plus grande étendue d'OHAL.

La région OHAL (turc : Olağanüstü Hâl Bölge Valiliği, soit Gouvernorat régional de l'état d'urgence) était une « super-région » créé en Turquie sous la législation sur l'état d'urgence, dans le cadre de son approche du conflit kurde-turc. À partir de 1994, la portée de la super-région OHAL s'est progressivement rétrécie, les provinces étant rétrogradées en « provinces voisines », puis retirées complètement de l'OHAL. L'état d'urgence a été prorogé 46 fois, de quatre mois à chaque fois. L'OHAL a finalement été interrompu le 30 novembre 2002.

## Extension de 1987 à 1990
Une nouvelle ère commence avec la déclaration d'une région sous législation d'urgence dans les provinces de Bingöl, Diyarbakır, Elazığ, Hakkari, Mardin, Siirt, Tunceli et Van et la déclaration des provinces d'Adiyaman, de Bitlis et de Muş comme provinces voisines (Mücavir İl) le 19 juillet 1987,. La base juridique en est le décret 285 du Cabinet (285 sayılı Kanun Hükmünde Kararname) qui nomme un gouverneur régional pour l'état d'urgence. La région devient connue sous le nom de région OHAL (également appelée région de l'état d'urgence, gouvernorat de la région d'urgence, région de règle d'urgence, etc.).

## Extension de 1990 à 2002
En 1990, la nouvelle province de Batman et les provinces de Şırnak deviennent une partie de la région OHAL. En 1994, la province de Bitlis devient une province voisine. À partir de la fin de 1994, la région diminue lentement. Premièrement, la province d'Elazığ est exclue en vertu de la législation d'urgence, puis Adıyaman n'est plus comptée comme une province voisine. En 1996, Mardin est « dégradé » dans une province voisine. Il en est de même pour les provinces de Batman, de Bingöl et de Bitlis en 1997. La législation d'urgence est levée dans la province de Siirt le 30 novembre 1999, dans la province de Van le 30 juillet 2000 et dans la province de Hakkari et les provinces de Tunceli le 30 juillet 2002.
Le 30 novembre 2002, le statut OHAL est complètement levé. Une législation d'urgence reste en vigueur dans la province de Diyarbakır et les provinces de Şırnak jusqu'à la toute fin de l'OHAL.

## Pouvoirs donnés au gouverneur régional
En 1987, le gouverneur est investi du pouvoir de déplacer et d'évacuer des colonies entières, des villages ou des hameaux. En avril 1990, le décret 413 est publié, qui permet au gouverneur régional d'interdire, de confisquer ou d'amender des publications, de fermer des imprimeries, de contrôler toutes les activités des syndicats de travailleurs, d'exiger des procureurs d'ouvrir des procédures judiciaires qui enfreignent le décret 413, d'évacuer les villages sans préavis avancer, déplacer les employés de l’État nuisibles et envoyer des personnes en exil dans d’autres régions de la Turquie.
En décembre 1990, avec le décret n° 430, il reçoit l'autorité sur les gouverneurs de province et est habilité à coordonner les actions entre eux ainsi que le droit d'exiler les personnes de la région qu'il gouverne. Avec le même décret, le gouverneur régional et les gouverneurs de province se voient délivrer une immunité contre toute poursuite judiciaire en relation avec des actions entreprises en raison des pouvoirs qu'ils reçus par le décret n° 430. Dans la région de l'OHAL, l'accès aux journalistes n'est pas autorisé.

## Liste des gouverneurs
Les gouverneurs régionaux (également appelés « super gouverneurs ») ont été :
- Hayri Kozakçıoğlu (12 janvier 1987 - 2 août 1991)
- Necati Çetinkaya (17 août 1991 - 29 janvier 1992)
- Ünal Erkan (21 février 1992 - 1er novembre 1995)
- Necati Bilican (1995–1997)
- Aydın Arslan (1997–1999 ; mort en service d'une crise cardiaque en 1999)
- Gökhan Aydıner (1999–2002)

## Conséquences
Depuis 2002, les forces armées turques ont déclaré des parties de l'ancienne région de l'OHAL  zone de sécurité (güvenlik bölgesi). Certaines personnes ont fait valoir qu'il s'agissait d'une autre forme de régime OHAL.